# Галерея географічних карт

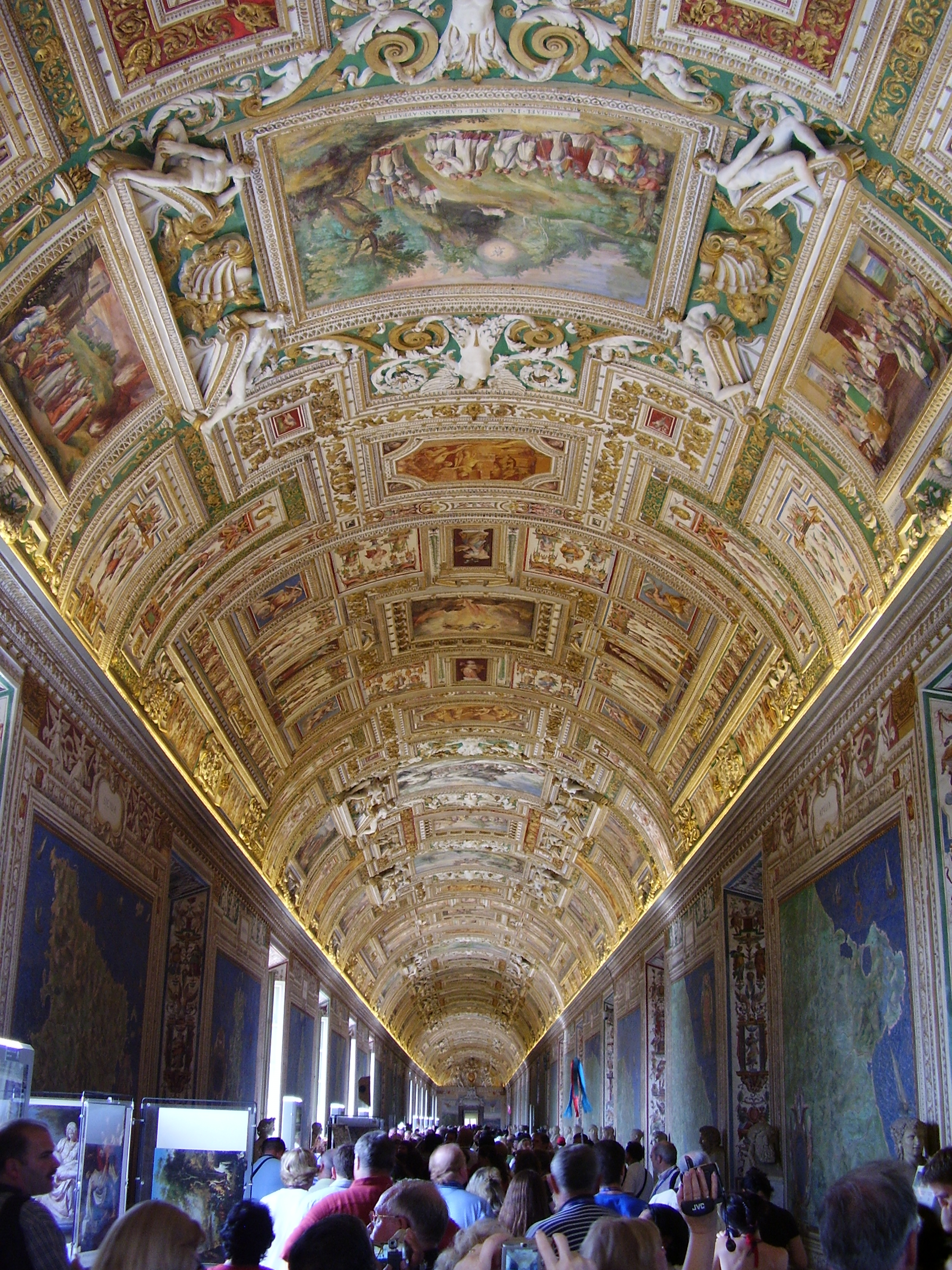
Галерея географічних карт у Ватикані

Галерея географічних карт ( італ. Galleria delle Carte Geografiche) — одна з трьох вищих (superiori) галерей в Папському палаці Ватикану.  Галерея виникла в 1578—1580 роках, для чого західне крило Бельведера було збільшене на один поверх під керівництвом архітектора Папського палацу (з 1577 року) Оттавіано Маськеріно (італ. Ottaviano Mascherino). Галерея є коридором довгжиною 120 м  і шириною 6 м. Вона розписана 40 географічними картами із зображенням колишніх володінь Католицької церкви і найважливіших регіонів Італії в епоху папи Григорія XIII. На деяких картах показані види окремих міст, островів і володінь церкви. Тут також представлені карта Авіньйона (Франція), у минулому резиденція пап, а також карти Сицилії, Сардинії та Корсики, які у той час контролювалися Іспанією. Детальні карти були зроблені за замовленням папи Григорія XIII в майстерні картографа і математика Іґнаціо Данті (італ. Ignazio Danti) з Перуджі для прикраси стін палацу. Їх виготовлення зайняло 3 роки (1580—1583 рр.). На карти нанесені не лише географічні дані, але також історичні події, пам'ятники і особливості змальованих місць, моря прикрашені кораблями, морськими чудовиськами і міфологічними персонажами. Зал розділений на 17 частин, карти розташовані з півночі на південь; стеля прикрашена зображеннями з життя апостолів, Івана Хрестителя, Св. Бенедикта, Св. Бернара, Петра Даміані, пап Сильвестра I, Целестина V, а також 24 сценами із Старого Завіту, пейзажами, алегоріями і арабесками. Галерея розділяє географію Італії на дві сторони — одну омиває Тірренське і Лігурійськоє море, іншу — Адріатичне.  

Подібне оформлення приміщень можна знайти у флорентійському Палаццо Веккіо, в Залі глобуса (італ. Sala del Mappamondo).